# Frédéric-Guillaume de Schaumbourg-Lippe
Le comte Frédéric-Guillaume Ernest zu Schaumburg-Lippe (né le 9 janvier 1724 à Londres; † 10 septembre 1777 à Haus Bergleben, Wölpinghausen), souverain du Comté de Schaumbourg-Lippe comme comte régnant du Saint-Empire, est un grand théoricien militaire du XVIIIe siècle et un général de la guerre de Sept Ans au service des Anglo-Prussiens et des Portugais. Nommé commandant de l’armée portugaise par le marquis de Pombal en 1762, il est le commandant des forces anglo-portugaises qui défont à trois reprises les offensives franco-espagnoles sur le Portugal pendant la « guerre fantastique » (Guerra Fantástica), et l'organisateur d'une grande réforme de l'armée et des places fortes portugaises.

## Biographie

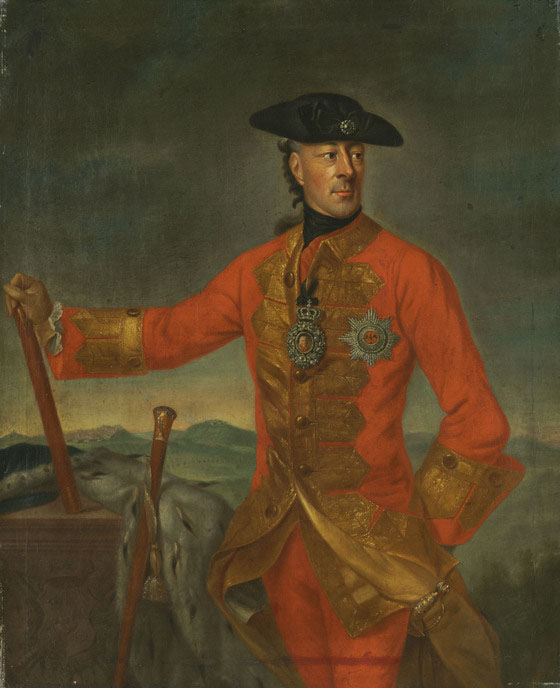
Le comte Guillaume zu Schaumburg-Lippe.

Frédéric-Guillaume est le fils cadet du comte Albert-Wolfgang de Schaumbourg-Lippe et de la comtesse Margarete Gertrud von Oeynhausen, une fille illégitime de l'électeur hanovrien et roi britannique George I avec sa maîtresse Mélusine von der Schulenburg et fille adoptive de la sœur de Mélusine, Margarethe et de son mari Raben Christoph von Oeynhausen.
Né à Londres il a grandi à la cour royale de son grand-père et de son oncle George II, puis il fréquente les écoles à Genève, puis les universités de Leyde et de Montpellier avant d'être incorporé dans la garde royale avec le grade d’aspirant.
Après la mort en duel de son frère aîné, le comte héritier Georges (1722–1742), il est rappelé à Bückeburg en tant que nouvel héritier. Il accompagne sur les champs de bataille son père, qui à l’époque sert comme général au service des Provinces-Unies. Il se signale contre les Français à la bataille de Dettingen le 27 juin 1743, et participe comme volontaire dans l'armée impériale à la campagne d'Italie de 1745. 
En Italie, il enlève une "princesse de théâtre" et vécut à Londres en couple à trois avec elle et son amant, un chef d'orchestre espagnol, que son père (mort en 1748) appelle "votre amy Apollon". Une fois devenu comte, il appelle son amant auprès de lui, mais celui-ci meurt en 1751. C'est alors qu'il commande à Tiepolo le tableau La Mort de Hyacinthe (1752-3, Thyssen-Bornemisza, Madrid) pour 200 sequins vénitiens. Ce tableau rappelle la mort de l'aimé (Rose-Marie & Rainer Hagen, Les dessous des chefs-d'œuvre, Taschen, 2005, p.484). 
À la mort de son père (1748) il prend la succession du trône du Comté de Schaumbourg-Lippe comme un comte régent du Saint-Empire. Les combats avec les armées du landgrave de Hesse-Cassel, qui guette la moindre occasion d'annexer le comté de Schaumbourg-Lippe, jouent un rôle important dans la formation militaire du comte Guillaume, dont la stratégie ultérieure consiste principalement à empêcher une annexion rapide de son pays.
Pour améliorer ses connaissances militaires, il se rend tout d'abord à Berlin auprès de Frédéric "le Grand", où avec Voltaire il appartient au premier cercle du roi (le comte Guillaume parle le français, l'anglais, le latin, l’italien et le portugais) ; puis il retourne en Italie et en Hongrie. 
Lorsqu’éclate la guerre de Sept Ans il apporte son propre régiment aux armées anglo-prussiennes, est nommé « Generalfeldzeugmeister » (général de division) de l’État de Hanovre et combat avec distinction : c'est ainsi qu’à la bataille de Minden (1759), l'artillerie, qu'il commande lui-même, parvient à contenir l'attaque des Français contre le flanc gauche. Toujours en 1759 il obtient le commandement de toute l’artillerie des coalisés anglo-prussiens.

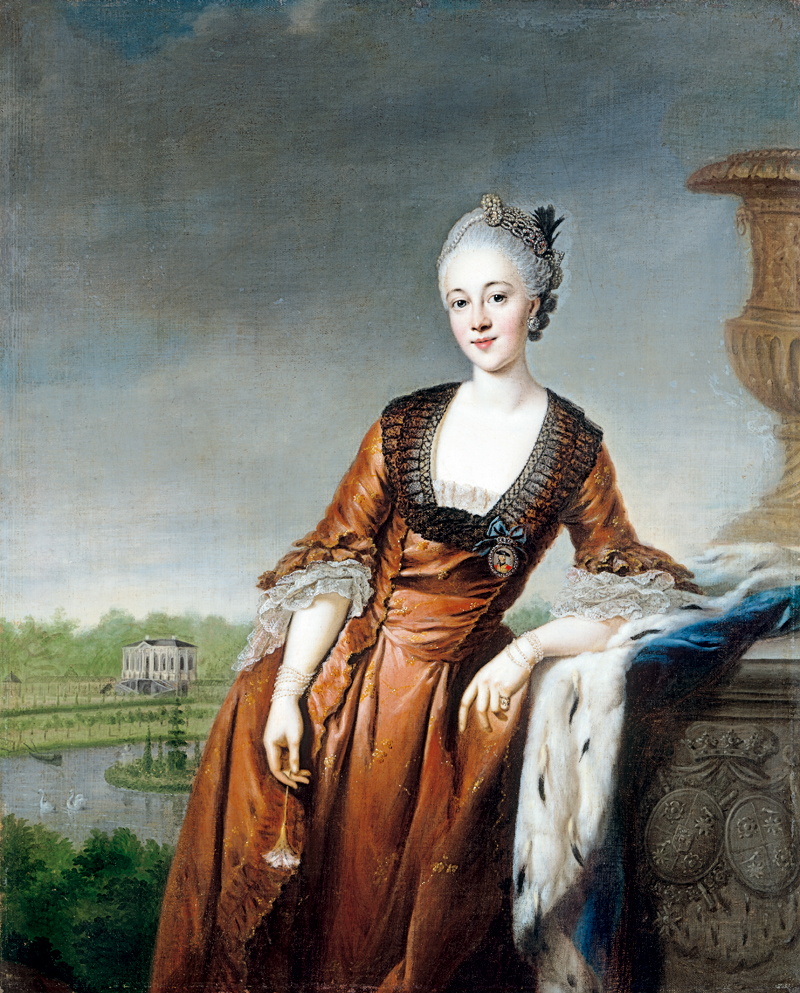
Barbara de Lippe-Biesterfeld (1744–1776), épouse de Guillaume.

Lors de l'invasion du Portugal par la France et l’Espagne (1761) l'influent ministre du Portugal, le marquis de Pombal, reprend au comte Guillaume le commandement des troupes luso-anglaises. Guillaume rejoint la coalition en 1762 et contient une tentative d'invasion espagnole qu'on appelle encore aujourd'hui au Portugal la « guerre fantastique » (Guerra Fantástica), préservant l'indépendance du pays. Il crée en outre sur place une école militaire et une école d'artillerie, tout en réformant l'armée portugaise. Par ailleurs, il fait édifier « à la Vauban » le fort Nossa Senhora da Graça près d’Elvas, que le roi du Portugal rebaptise en son honneur le « fort Lippe ». Le modèle en est le fort Wilhelmstein au milieu du lac de Steinhude. À la fin de la guerre au Traité de Fontainebleau (1762), il rentre en Allemagne. En reconnaissance de ses exploits militaires et de son rôle en tant que chef du corps expéditionnaire britannique au Portugal, la Couronne d'Angleterre l'élève au rang de maréchal.
Il a épousé une femme de vingt ans sa cadette, la comtesse Marie Barbara Eleonore de Lippe-Biesterfeld. La fille unique de Guillaume meurt à l'âge de trois ans, et sa femme ne lui survécut que trois ans. Après ce coup du sort, il se retire dans son pavillon de chasse de Bergleben-bei-Wölpinghausen, où il meurt, sans descendance, le 10 septembre 1777, laissant le trône à son neveu Philippe II.
Il est inhumé aux côtés de sa femme et de sa fille dans le mausolée qu'il a fait construire au pavillon de chasse de  Baum dans la forêt de Schaumbourg (en). À l'emplacement du pavillon de chasse de Bergleben, où le comte est décédé, on érige par la suite la Wilhelmsturm. Ce pavillon de Bergleben est démonté et reconstruit en 1790 à Bad Nenndorf comme hôpital comtal.

## Le théoricien de la guerre défensive

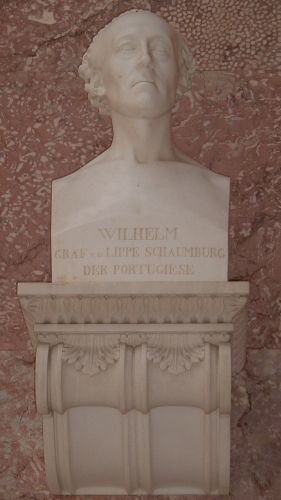
Buste du comte Guillaume de Schaumburg-Lippe dans le Walhalla.

Le comte Guillaume de Schaumbourg-Lippe imaginea le premier la théorie polémologique de guerre purement défensive, qu'il regarde comme la seule tenable sur le plan moral : « Il n'y a pas de guerre justifiable si ce n'est la guerre défensive! » Au cœur de sa stratégie on trouve le concept de « pays fortifié », combinaison de places-fortes, de milices paysannes et d'armée permanente.

### Influence sur les réformes militaires en Prusse
On peut faire remonter le principe de « guerre nationale » mis en œuvre par les généraux prussiens Scharnhorst et Gneisenau contre Napoléon aux idées et à la stratégie du comte Guillaume de Schaumbourg-Lippe. Le concept de mobilisation générale s’inscrit également dans ce cadre.

### La fortification au secours des petits états
Afin d'établir une place-forte dans sa principauté, Guillaume de Schaumbourg-Lippe fait édifier au beau milieu du paisible lac de Steinhude un fort, le fort Wilhelmstein, inexpugnable pour l'époque (ou du moins très coûteux à faire tomber même pour une armée très largement supérieure en nombre). Il espère, en rendant son pays quasiment impossible à envahir, se poser comme un allié intéressant même pour des états voisins bien plus puissants militairement (tels le Hanovre ou le royaume de Prusse), et éviter la position d’État satellite.
Et en effet lors de la tentative d'annexion de 1787 par le landgraviat de Hesse-Cassel les troupes comtales parviennent à tenir la position de Wilhelmstein contre les armées hessoises. Cela permet de tenir jusqu'à l'obtention d'une trêve, au cours de laquelle le Hanovre et la Prusse se portent garantes de l'indépendance de la principauté de Schaumbourg-Lippe, indépendance qui ne devait prendre fin qu'en 1933.

## Un despote éclairé
Le comte Guillaume amasse de considérables profits au cours de son règne, par la promotion de l'industrie et de l'agriculture, et par la fondation de manufactures : filatures, briqueteries, une chocolaterie à Steinhude, une martinette de forge et un moulin à papier au château d’Ahrensbourg et une fonderie au château de Bückebourg. Il crée également de nouvelles colonies de peuplement attirant les immigrants par des exemptions d'impôt, des offres de logement ou de grain, voire le renoncement à certains droits seigneuriaux. Ce despote éclairé appelle à sa cour de grands esprits, comme Thomas Abbt et Johann Gottfried Herder. Herder le jugea : „Un grand seigneur, mais trop grand pour son pays...“

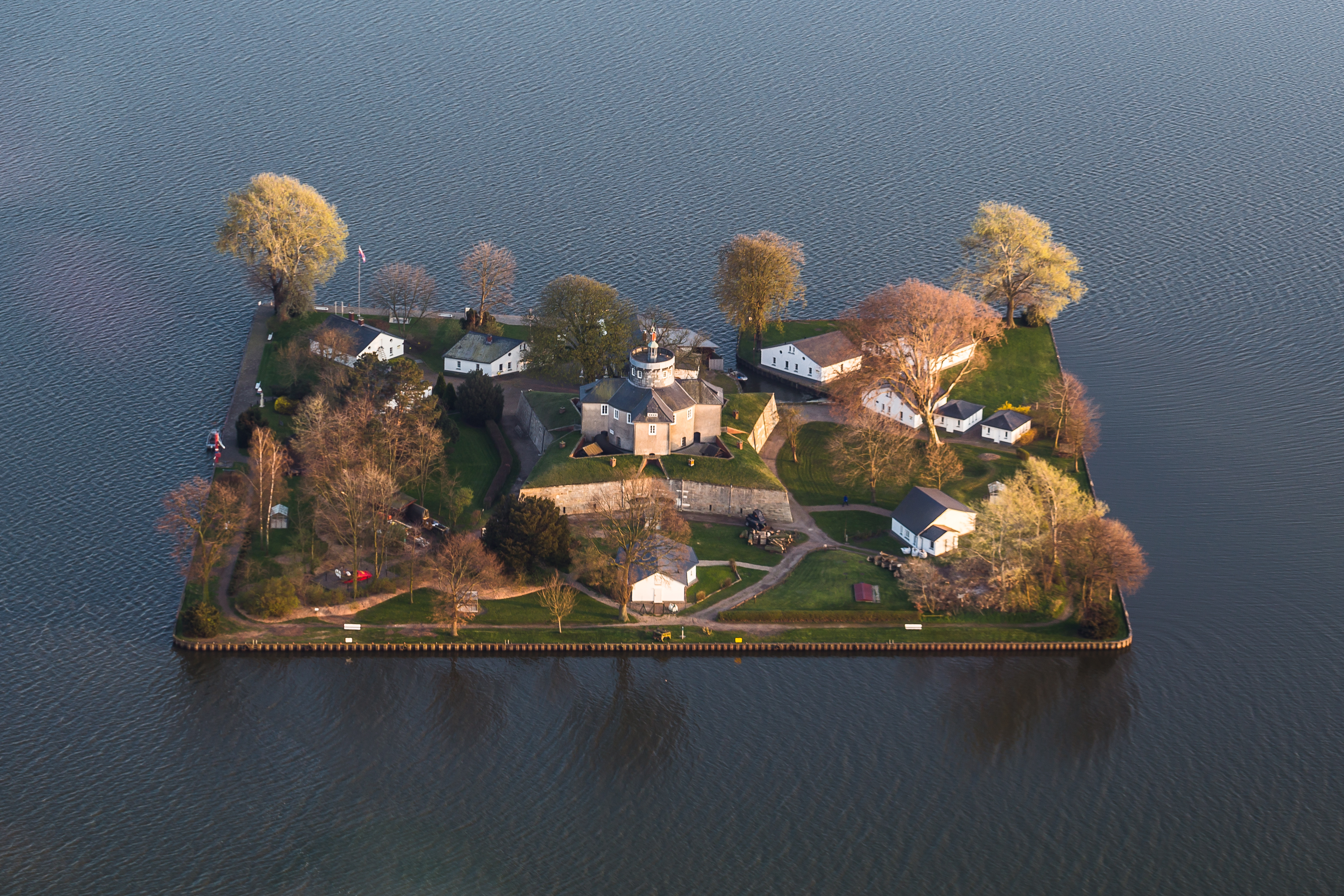
Le fort militaire de Wilhelmstein, érigé sur ordre du comte Guillaume.

Il accomplit également des réformes militaires, supprimant les châtiments corporels et décrétant la création de la milice nationale (Landmiliz), une forme de conscription. Puis il fait ouvrir une école militaire pour former artilleurs et ingénieurs des fortifications ; établissement qui s'acquiert une immense réputation en Allemagne, et qu'il installe en 1761 sur un fortin de la place de Wilhelmstein sur le lac de Steinhude. C'est aussi là que dès 1762 on essaye, aux frais du prince Guillaume, le premier sous-marin construit en Allemagne, et qu'on appelle le « brochet du lac de Steinhude ». Le plus illustre cadet de cette académie militaire est Scharnhorst (promotion 1771).
Le prince Guillaume entretient une armée permanente de 1 000 hommes, effectif démesuré pour un aussi petit état ; la construction et l'entretien de la forteresse du lac de Steinhude alourdissait encore un peu plus les impôts des sujets. Le philosophe Herder, qui de 1771 à 1776 est membre du consistoire et prédicateur princier, se plaint ainsi en 1772 de sa condition à la cour auprès de sa bien-aimée, Caroline Flachsland : « Pasteur sans paroisse, recteur sans écoliers! (...) ici, pas de moyen terme : une poignée d'hommes visiblement corrompus y voient une république, mais pour l'immense majorité, une république de pauvres et de miséreux dans un pays si prospère. Puisse notre vénéré seigneur daigner nous laisser pousser du bon blé, et nous épargner de ne vivre que de nos soldats et de notre île fortifiée. »
La politique militariste du prince Guillaume a d'importantes conséquences sociales, se traduisant par des tensions croissantes au sein de la population. À sa mort, on démantela le champ de manœuvres de Wilhelmstein et on réduisit fortement l'effectif des troupes.

## Œuvres
- Schriften und Briefe. éd. Curd Ochwadt. (= publication du fonds Leibniz-Archiv; 6-8). Klostermann, Francfort-sur-le-Main 1977–1983
  - vol. 1: Philosophische und politische Schriften. 1977
  - vol. 2: Militärische Schriften. 1977
  - vol. 3: Briefe. 1983